# آلن لوئیزی
آلن لوئیزی (انگلیسی: Allan Louisy; زاده ۵ سپتامبر ۱۹۱۶ – درگذشته ۲ مارس ۲۰۱۱) قاضی، و سیاستمدار اهل سنت لوسیا بود. وی از ۲ ژوئیه ۱۹۷۹ تا ۴ مه ۱۹۸۱ نخست‌وزیر این کشور بود.
آلن لوئیزی در ۲ مارس ۲۰۱۱، در سن ۹۴ سالگی درگذشت.